# Njeru
Njeru est une ville située dans le district de Buikwe, en Ouganda.

## Source
- (en) Cet article est partiellement ou en totalité issu de l’article de Wikipédia en anglais intitulé « Njeru » (voir la liste des auteurs).